# Cabanglasan
Cabanglasan é um município de  terceira classe de renda municipal (d) na província Bukidnon, nas Filipinas. De acordo com o censo de 1 de maio  de  2020 possui uma população de 36 286 pessoas e 8 220 domicílios.